# Esther Baron
Esther Baron (Cholet, 6 febbraio 1987) è una nuotatrice francese.
Specializzata nel dorso, ha vinto una medaglia d'oro agli Europei di Budapest 2006 e agli Europei in vasca corta di Helsinki 2006, gara in cui ha battuto il record europeo con il tempo di 02'04"08.

## Palmarès
- Europei

Budapest 2006: oro nei 200m dorso.
- Europei in vasca corta

Helsinki 2006: oro nei 200m dorso.
Debrecen 2007: argento nei 200m dorso.
- Giochi del Mediterraneo

Almeria 2005: argento nei 200m dorso.
- Europei giovanili

Glasgow 2003: oro nei 100m dorso e argento nei 200m dorso.